# Uriel (Vorname)
Uriel ist ein männlicher Vorname.

## Herkunft und Bedeutung
Der Name Uriel geht auf den hebräischen Namen אוּרִיאֵל ʾūriʾēl zurück, der sich aus den Elementen אוּר ʾūr „Lichtschein“, „Feuer“ und אֵל ʾēl „Gott“ zusammensetzt: „[M]ein Lichtschein ist Gott“, „[M]ein Feuer ist Gott“.

## Verbreitung
In Israel hat sich der Name Uriel unter den 100 beliebtesten Jungennamen etabliert. Im Jahr 2019 belegte er Rang 68 der Hitliste.
Auch in Mexiko ist der Name recht verbreitet.

## Varianten
Seltener wird in Israel auch die Variante אוֹרְאֵל ʾōrʾēl genutzt. Der Name אוּרִי ʾūrî stellt eine eigenständige Kurzform des Namens dar.
Sehr ungewöhnlich sind die weiblichen Namensvarianten Uriela bzw. Uriella.

## Namensträger
- Uriel

### Biblische Namensträger
- Uriel, Levit (1 Chr 6,9 EU)
- Uriel, levitisches Oberhaupt (1 Chr 15,5.11 EU)
- Uriel, Schwiegervater des Rehabeam (2 Chr 13,2 EU)

### Vorname
- Uriel Antuna (* 1997), mexikanischer Fußballspieler
- Uriel Birnbaum (1894–1956), jüdischer Maler, Karikaturist und Dichter
- Uriel da Costa (1585–1640), Religionsphilosoph, Theologiekritiker und Freidenker portugiesisch-jüdischer Herkunft
- Uriel Feige (* 1959), israelischer Informatiker und Hochschullehrer
- Uriel Freudenberger (1705–1768), Schweizer Theologe und Schriftsteller
- Uriel Frisch (* 1940), französischer angewandter Mathematiker
- Uriel von Gemmingen (1468–1514), Erzbischof von Mainz, Erzkanzler von Deutschland
- Uriel von Gemmingen (1644–1707), württemberg-neuenstädtischer Hofmeister, Direktor des Ritterkantons Kraichgau und Grundherr in Hochdorf und Rappenau
- Uriel Sebree Hall (1852–1932), US-amerikanischer Politiker (Demokrat)
- Uriel Holmes (1764–1827), US-amerikanischer Politiker (Föderalist)
- Uriel Jones (1934–2009), US-amerikanischer Schlagzeuger
- Uriel Luft (1933–2017), kanadischer Schauspieler und Kulturmanager deutscher Herkunft
- Uriel Tal (1929–1984), Professor für moderne jüdische Geschichte
- Uriel Weinreich (1926–1967), US-amerikanischer Soziolinguist und Jiddisch-Forscher